# Maliattha
Maliattha là một chi bướm đêm thuộc họ Noctuidae.

## Các loài
- Maliattha amorpha Butler, 1886
- Maliattha angustitaenia Warren, 1913
- Maliattha arefacta Butler, 1879
- Maliattha baetica Swinhoe, 1890
- Maliattha bella Staudinger, 1888
- Maliattha bicolor Viette, 1982
- Maliattha bilineata Hampson, 1898
- Maliattha chionozona Hampson, 1910
- Maliattha commersoni Viette, 1965
- Maliattha concinnimacula Guenée, 1852
- Maliattha curvilinea Warren, 1913
- Maliattha dubiefi Viette, 1982
- Maliattha erecta Moore, 1881
- Maliattha euryzona Hampson, 1910
- Maliattha ferrugina Turner, 1908
- Maliattha fervens Hampson, 1907
- Maliattha fuliginosa Warren, 1913
- Maliattha fuscimima Warren, 1913
- Maliattha guttifera Warren, 1913
- Maliattha inconcisa Butler, 1882
- Maliattha inconcisoides Holloway, 1979
- Maliattha khasanica Zolotarenko & Dubatolov, 1995
- Maliattha lacteata Warren, 1913
- Maliattha latifasciata Hampson, 1898
- Maliattha lativitta Moore, 1881
- Maliattha lemur Viette, 1965
- Maliattha mabnora Viette, 1982
- Maliattha marginalis Walker, [1863]
- Maliattha melaleuca Hampson, 1910
- Maliattha melanesiensis Robinson, 1975
- Maliattha ocellata Saalmüller, 1891
- Maliattha opposita Saalmüller, 1891
- Maliattha perrieri Viette, 1965
- Maliattha phaeozona Hampson, 1910
- Maliattha picata Butler, 1889
- Maliattha cây mậnbata Butler, 1889
- Maliattha cây mậnbitincta Hampson, 1902
- Maliattha pratti Viette, 1965
- Maliattha quadripartita Walker, 1865
- Maliattha rectilinea Viette, 1982
- Maliattha ritsemae Snellen, 1880
- Maliattha rosacea Leech, 1889
- Maliattha ruptifascia Hampson, 1891
- Maliattha separata Walker, 1863
- Maliattha sexpartita Warren, 1913
- Maliattha signifera Walker, [1858]
- Maliattha sogai Viette, 1965
- Maliattha subcrocea Berio, 1960
- Maliattha subterminalis Warren, 1913
- Maliattha synochitis Grote & Robinson, 1868
- Maliattha tegulata Butler, 1889
- Maliattha toulgoeti Viette, 1965
- Maliattha tsaratanana Viette, 1965
- Maliattha umbrina Hampson, 1891
- Maliattha vialis Moore, 1882